# Parti des conservateurs et réformistes européens
Pour les articles homonymes, voir Acre.
Le Parti des conservateurs et réformistes européens (CRE, en anglais : European Conservatives and Reformists Party, ECR Party), anciennement Alliance des conservateurs et réformistes européens (AECR) (2009-2016) et Alliance des conservateurs et réformistes en Europe (ACRE) (2016-2019), est un parti politique européen de droite. Il est lié au groupe des Conservateurs et réformistes européens (CRE) du Parlement européen et au think tank New Direction - Foundation for European Reform.
Le parti a été fondé le 1er octobre 2009, après la création du groupe CRE à la suite des élections européennes de 2009. Il a été officiellement reconnu par le Parlement européen en janvier 2010. Il est constitué de partis nationaux issus de pays membres de l'Union européenne mais aussi de partis issus de pays européens non-membres de l'UE comme la Turquie avec l'AKP par exemple.

## Histoire
La création du parti conservateur européen a été annoncée le 30 mai 2009 par le Parti conservateur britannique, qui a quitté l'ex-Groupe du Parti populaire européen et des Démocrates européens (PPE-DE) devenu le groupe du Parti populaire européen (PPE).
Le 22 juin 2009, cette création est officiellement et simultanément annoncée à Londres et à Prague (par les conservateurs et l'ODS) d'un groupe de 54 élus du Parlement européen (les 26 conservateurs et unionistes britanniques, les 15 Polonais de Droit et justice et les 9 ODS ; en font également partie un Belge, Jean-Marie Dedecker, un Hongrois du Forum démocrate hongrois (ancien PPE), un Letton de Pour la patrie et la liberté/LNNK (ancien UEN) et un Néerlandais de l'Union chrétienne.
Il est officiellement constitué lors de la première session du Parlement, le 14 juillet 2009.
L'Action électorale polonaise de Lituanie rejoint ce groupe en juillet 2009.
Mirek Topolánek, chef de file de l'ODS, n'excluait pas en juin 2009 la participation à ce groupe des futurs élus sur les listes paneuropéennes Libertas, parmi lesquels, en France, on trouve le MPF de Philippe de Villiers et le CPNT. Ceci ne se fit cependant pas. Ces élus rejoignirent le nouveau groupe Europe libertés démocratie (ELD).
Michał Kamiński, candidat malheureux à l'un des postes de vice-président du parlement européen, est finalement désigné président du groupe ECR.
Le 15 octobre 2012, l'Italienne Cristiana Muscardini rejoint ce groupe pour en devenir une des vice-présidents, avec un parti, le Mouvement des conservateurs et des réformistes sociaux, qu'elle vient de fonder. Remplaçant Mario Mauro, Susy De Martini de La Droite rejoint ce groupe en avril 2013.
Après les élections du 25 mai 2014, le groupe ECR accepte les adhésions du Parti populaire danois (quatre députés) et des Vrais Finlandais (2) en provenance du groupe Europe libertés démocratie, du parti allemand Familie, ainsi que les deux partis slovaques (OĽaNO) et NOVA, et le parti des Grecs indépendants. Le 8 juin, sont admis l'Alternative pour l'Allemagne et la Bulgarie sans censure suivies du Parti politique réformé néerlandais le 16 juin, puis de la Nouvelle Alliance flamande le 18 juin, ce qui lui donnerait 68 députés européens.

## Financement
En tant que parti politique européen, le CRE a droit à un financement public européen, qu'il a reçu sans interruption depuis sa première demande en 2010.
Le graphique ci-dessous montre l'évolution du financement public européen reçu par le CRE.
Montant (€)Financement public européen des partis politiques européens01 000 0002 000 0003 000 0004 000 0005 000 0002004200720102013201620192022Somme maximum allouée au financement publicMontant de financement public effectivement reçu
Conformément au règlement sur les partis politiques européens et les fondations politiques européennes, le CRE collecte également des fonds privés pour cofinancer ses activités. En 2025, les partis européens doivent ainsi trouver au moins 10% de leurs dépenses remboursables auprès de sources privées, le reste pouvant être couvert par le financement public européen.
Le graphique ci-dessous montre l'évolution des contributions et des dons reçus par le CRE.
Montant (€)Contributions reçues par les partis politiques européens0100 000200 000300 000400 000500 00020102013201620192022CRE
Montant (€)Financement public européen des partis politiques européens050 000100 000150 000200 000250 000300 000350 00020102013201620192022CRE

## Membres

### Partis membres
| Pays              | Parti                                                                            | Chambre basse | Chambre haute | Parlement européen | Depuis |
| ----------------- | -------------------------------------------------------------------------------- | ------------- | ------------- | ------------------ | ------ |
| Albanie           | Parti républicain d'Albanie (PR)                                                 | 0 / 140       |               | pas dans l'UE      | 2017   |
| Allemagne         | Réformateurs libéraux-conservateurs (LKR)                                        | 0 / 734       | 0 / 69        | 0 / 96             | 2024   |
| Arménie           | Arménie prospère                                                                 | 0 / 107       |               | pas dans l'UE      | 2014   |
| Azerbaïdjan       | Front populaire d'Azerbaïdjan                                                    | 1 / 125       |               | pas dans l'UE      | 2015   |
| Biélorussie       | Parti du front populaire biélorusse                                              | 0 / 110       | 0 / 64        | pas dans l'UE      | 2017   |
| Bulgarie          | Recharger la Bulgarie                                                            | 0 / 240       |               | 0 / 17             | 2019   |
| Bulgarie          | VMRO - Mouvement national bulgare (IMRO-BMN)                                     | 0 / 240       |               | 0 / 17             |        |
| Bulgarie          | Il y a un tel peuple                                                             | 17 / 240      |               | 1 / 17             | 2024   |
| Chypre du Nord    | Parti de l'unité nationale (UBP)                                                 | 24 / 50       |               | pas dans l'UE      | 2017   |
| Croatie           | Souverainistes croates                                                           | 1 / 151       |               | 0 / 12             | 2024   |
| Croatie           | DOMiNO                                                                           |               |               | 1 / 12             | 2024   |
| Espagne           | Vox                                                                              | 33 / 350      | 3 / 265       | 4 / 59             | 2019   |
| Finlande          | Réforme bleue (SIN)                                                              | 0 / 200       |               | 0 / 14             | 2017   |
| France            | Reconquête                                                                       | 0 / 577       | 1 / 348       | 1 / 81             | 2024   |
| France            | Divers droite                                                                    |               |               | 2 / 81             | 2024   |
| Géorgie           | Parti conservateur de Géorgie (SPK)                                              | 4 / 150       |               | pas dans l'UE      | 2014   |
| Îles Féroé        | Parti du peuple                                                                  | 8 / 33        |               | pas dans l'UE      | 2013   |
| Islande           | Parti de l'indépendance                                                          | 16 / 63       |               | pas dans l'UE      | 2011   |
| Italie            | Frères d’Italie (FdI)                                                            | 119 / 400     | 65 / 200      | 24 / 76            | 2024   |
| Kosovo            | Parti démocratique du Kosovo (PDK)                                               | 18 / 120      |               | pas dans l'UE      |        |
| Lettonie          | Alliance nationale (NA)                                                          | 13 / 100      |               | 2 / 8              | 2014   |
| Lituanie          | Action électorale polonaise de Lituanie (LLRA-KŠS)                               | 3 / 141       |               | 1 / 11             | 2009   |
| Luxembourg        | Parti réformiste d'alternative démocratique (ADR)                                | 5 / 60        |               | 1 / 6              | 2024   |
| Macédoine du Nord | Organisation révolutionnaire macédonienne intérieure - Parti populaire (VMRO-NP) | 1 / 120       |               | pas dans l'UE      |        |
| Moldavie          | Parti Șor (ȘOR)                                                                  | 6 / 101       |               | pas dans l'UE      | 2018   |
| Monténégro        | Mouvement pour les changements (PzP)                                             | 0 / 81        |               | pas dans l'UE      | 2015   |
| Pologne           | Droit et justice (PiS)                                                           | 169 / 460     | 33 / 100      | 18 / 53            | 2024   |
| Roumanie          | Alternative droite (AD)                                                          | 3 / 330       |               | 0 / 32             | 2016   |
| Royaume-Uni       | Parti conservateur (Con)                                                         | 345 / 650     | 277 / 786     | pas dans l'UE      | 2009   |
| Royaume-Uni       | Parti unioniste d'Ulster (UUP)                                                   | 0 / 650       | 2 / 786       | pas dans l'UE      | 2009   |
| Serbie            | Trop c'est trop (Serbie) (DJB)                                                   | 0 / 250       |               | pas dans l'UE      |        |
| Slovaquie         | Parti civique conservateur (OKS)                                                 | 2 / 150       |               | 0 / 14             | 2011   |
| Slovaquie         | Liberté et solidarité (SaS)                                                      | 11 / 150      |               | 1 / 14             | 2014   |
| Suède             | Démocrates de Suède (SD)                                                         | 72 / 349      |               | 3 / 21             | 2024   |
| Tchéquie          | Parti démocratique civique (ODS)                                                 | 34 / 200      | 18 / 81       | 3 / 21             | 2024   |

### Partenaires en dehors de l'Europe
Le Parti des conservateurs et réformistes européens dispose de dix partenaires à travers le monde, en dehors de l'Europe.
| Pays             | Parti politique                 | Députés nationaux | Date d'adhésion |
| ---------------- | ------------------------------- | ----------------- | --------------- |
| Australie        | Parti libéral                   | 40 / 151          | 2014            |
| Canada           | Parti conservateur              | 118 / 338         | 2012            |
| Colombie         | Centre démocratique             | 16 / 188          | 2017            |
| États-Unis       | Parti républicain               | 218 / 435         | 2014            |
| Israël           | Likoud                          | 32 / 120          | 2016            |
| Kenya            | Parti du jubilé                 | 29 / 349          |                 |
| Maldives         | Parti progressiste des Maldives | 0 / 80            |                 |
| Nouvelle-Zélande | Parti national                  | 49 / 123          | 2014            |
| Tunisie          | Afek Tounes                     | 0 / 161           | 2015            |

### Anciens membres
- Belgique: Libertair, Direct, Democratisch (2010-2014)
- Hongrie: Forum démocrate hongrois (2009-2011)
- Italie: Mouvement des conservateurs et des réformistes sociaux (2012-2014)
- Lettonie: Pour la patrie et la liberté/LNNK (2009-2011; fusionne en 2011 dans Alliance nationale, qui devient membre en 2014)
- Pologne: La Pologne est le plus important (2010-2014)
- France: Debout la France (2019-2020)

Lors de la 7e législature, les députés européens Anna Rosbach (Danemark), Lajos Bokros (Hongrie), Roberts Zīle (Lettonie, anciennement Pour la patrie et la liberté), Adam Bielan et Michał Kamiński (Pologne) étaient membres de ce parti.

### Membres individuels
Le CRE comprend également un certain nombre de membres individuels, bien que, comme la plupart des autres partis européens, il n'ait pas cherché à développer une adhésion individuelle de masse.
Le graphique ci-dessous montre l'évolution des membres individuels du CRE depuis 2019.
Membres individuelsMembres individuels des partis politiques européens0102030405060201920202021202220232024CRE

## Représentation au sein des institutions européennes
| Organisation        | Institution                                        | Nombre de sièges |
| ------------------- | -------------------------------------------------- | ---------------- |
| Union européenne    | Parlement européen                                 | 70 / 720         |
| Union européenne    | Commission européenne                              | 1 / 27           |
| Union européenne    | Conseil européen (chefs d'État ou de gouvernement) | 2 / 27           |
| Union européenne    | Conseil de l'UE (ministres)                        |                  |
| Union européenne    | Comité européen des régions                        | 26 / 329         |
| Conseil de l'Europe | Assemblée parlementaire (dans le groupe GCE)       | 101 / 612        |